# Akela Jones
Akela Jones (née le 22 avril 1995) est une athlète barbadienne, spécialiste des épreuves combinées, du saut en longueur et du saut en hauteur. Elle détient de multiples records nationaux et est, en 2014, devenue championne du monde junior du saut en longueur.

## Biographie
Aux Jeux de la Carifta, elle remporta au total 17 médailles dans les catégories cadettes et juniors. 8 médailles d'or, 7 médailles d'argent et 2 médailles de bronze.
En 2014, elle remporte la médaille d'or du saut en longueur lors des championnats du monde juniors d'Eugene, aux États-Unis, avec la marque de 6,34 m.
En 2015, elle se classe 3e des Jeux panaméricains au saut en hauteur avec un nouveau record national en 1,91 m. Elle se classe également 5e du Saut en longueur avec 6,60 m (NR). Elle se rend également aux Championnats NACAC où elle est finaliste sur le 100 m haies (7e). Aux Championnats du monde de Pékin en août, elle ne termine pas son heptathlon.
Le 9 janvier 2016, Akela Jones ouvre sa saison hivernale en égalant son record national en salle du saut en hauteur (1,87 m) puis avec 6,50 m en longueur la semaine suivante. Le 22 janvier, la Barbadienne se consacre à son premier pentathlon de l'année : elle réalise 8 s 25 sur 60 mètres haies, 1,85 m en hauteur, 12,99 m (record) au lancer du poids, 6,64 m (record national égalé) en longueur et 2 min 25 s 63 (record) au 800 mètres. Avec ces performances, elle réalise 4 643 points, nouveau record personnel et national explosé de 200 points. C'est la meilleure performance mondiale de l'année (qui était à 4 242) et place Akela Jones comme une des prétendantes aux Championnats du monde en salle de Portland en mars.
Le 11 mars suivant, à Birmingham (Alabama), malgré un 60m haies raté (10 s 98), Akela Jones égale la meilleure performance mondiale de l'année du saut en hauteur de l'Espagnole Ruth Beitia en franchissant une barre à 1,98 m. C'est la seconde meilleure performance de tous les temps en hauteur lors d'épreuves combinées (Meilleure 1,99 m par Tia Hellebaut en 2008) et est un nouveau record national. Elle réalise ensuite 13,58 m au poids (record) et 6,80 m au saut en longueur, nouveau record personnel et national. Malgré avoir perdu 450 points sur le 60 m haies, Jones se classait deuxième de la compétition avant le 800 m, épreuve qu'elle a abandonné. Si elle avait égalé son record personnel des haies et du 800 m, la Barbadienne aurait battu le record du monde du pentathlon de Nataliya Dobrynska (5 083 points contre 5 013 pour Dobrynska).
Fin mars, Jones ouvre sa saison estivale avec 1,90 m au saut en hauteur. Le 13 avril, elle effectue son premier heptathlon de l'année à Azusa (Californie) où elle réalise 13 s 36 sur 100 m haies, 1,95 m au saut en hauteur (record national), 13,64 m au poids et 23 s 28 au 200 m (record personnel). Lors de la seconde journée, l'athlète réalise deux contre-performances : au saut en longueur (6,12 m) et au 800 m (2 min 28 s 70). Malgré cela, elle bat son record personnel au javelot (38,97 m). Elle réalise 6 307 points et égale la meilleure performance mondiale de l'année de la Cubaine Yorgelis Rodríguez.
Akela Jones décide de s'aligner sur l'heptathlon et le saut en hauteur aux Jeux olympiques de Rio, le programme des épreuves lui permettant de combiner les deux disciplines. Elle termine 20e de l'heptathlon et est éliminée des qualifications en hauteur.
Gravement blessée les années suivantes, elle délaisse les épreuves combinées pour le saut en hauteur : elle saute une fois en 2018 avec une performance anecdotique de 6,05 m, quatre fois en 2019 (6,35 m) puis revient régulièrement en 2021, à son meilleur niveau, en battant son record personnel en plein air avec 6,80 m. Néanmoins, elle échoue dans la qualification pour les Jeux olympiques de Tokyo, minimas fixés à 6,82 m.
Le 11 février 2022, elle égale son record en salle avec 6,80 m, puis termine 11e des championnats du monde en salle de Belgrade avec 6,55 m.

## Palmarès
| Date | Compétition                    | Lieu           | Résultat | Épreuve     | Marque    |
| ---- | ------------------------------ | -------------- | -------- | ----------- | --------- |
| 2008 | Jeux de la CARIFTA cadets      | Basseterre     | 2e       | Hauteur     | 1,71 m    |
| 2009 | Jeux de la CARIFTA cadets      | Vieux Fort     | 2e       | Hauteur     | 1,80 m    |
| 2009 | Jeux de la CARIFTA cadets      | Vieux Fort     | 3e       | Longueur    | 5,85 m    |
| 2010 | Jeux de la CARIFTA cadets      | George Town    | 2e       | 4 × 100 m   | 46 s 66   |
| 2010 | Jeux de la CARIFTA cadets      | George Town    | 1re      | Hauteur     | 1,85 m    |
| 2011 | Jeux de la CARIFTA cadets      | Montego Bay    | 1re      | Hauteur     | 1,75 m    |
| 2011 | Jeux de la CARIFTA cadets      | Montego Bay    | 1re      | Longueur    | 5,66 m    |
| 2011 | Championnats du monde jeunesse | Lille          | 6e       | Longueur    | 6,04 m    |
| 2012 | Jeux de la CARIFTA juniors     | Hamilton       | 3e       | 4 × 100 m   | 46 s 39   |
| 2012 | Jeux de la CARIFTA juniors     | Hamilton       | 2e       | Hauteur     | 1,80 m    |
| 2012 | Jeux de la CARIFTA juniors     | Hamilton       | 1re      | Longueur    | 6,18 m    |
| 2013 | Jeux de la CARIFTA juniors     | Nassau         | 2e       | 100 m haies | 14 s 10   |
| 2013 | Jeux de la CARIFTA juniors     | Nassau         | 2e       | 4 × 100 m   | 46 s 56   |
| 2013 | Jeux de la CARIFTA juniors     | Nassau         | 2e       | Hauteur     | 1,80 m    |
| 2013 | Jeux de la CARIFTA juniors     | Nassau         | 1re      | Longueur    | 6,19 m    |
| 2014 | Jeux de la CARIFTA juniors     | Fort-de-France | 1er      | 100 m haies | 13 s 55   |
| 2014 | Jeux de la CARIFTA juniors     | Fort-de-France | 1er      | Hauteur     | 1,84 m    |
| 2014 | Jeux de la CARIFTA juniors     | Fort-de-France | 1er      | Longueur    | 6,32 m    |
| 2014 | Championnats du monde juniors  | Eugene         | —        | Hauteur     | DNS       |
| 2014 | Championnats du monde juniors  | Eugene         | 1re      | Longueur    | 6,34 m    |
| 2015 | Jeux panaméricains             | Toronto        | 3e       | Hauteur     | 1,91 m    |
| 2015 | Jeux panaméricains             | Toronto        | 5e       | Longueur    | 6,60 m    |
| 2015 | Championnats NACAC             | San José       | 7e       | 100 m haies | 13 s 08   |
| 2015 | Championnats du monde          | Pékin          | —        | Heptathlon  | DNF       |
| 2016 | Championnats NACAC espoirs     | San Salvador   | 4e       | 100 m haies | 13 s 29   |
| 2016 | Championnats NACAC espoirs     | San Salvador   | 1re      | Hauteur     | 1,91 m    |
| 2016 | Championnats NACAC espoirs     | San Salvador   | 2e       | Longueur    | 6,74 m    |
| 2016 | Jeux olympiques                | Rio de Janeiro | qual.    | Hauteur     | 1,85 m    |
| 2016 | Jeux olympiques                | Rio de Janeiro | 20e      | Heptathlon  | 6 173 pts |
| 2022 | Championnats du monde en salle | Belgrade       | 11e      | Longueur    | 6,55 m    |

## Records
| Épreuve           | Performance    | Vent        | Lieu           | Date          |
| ----------------- | -------------- | ----------- | -------------- | ------------- |
| 100 m haies       | 12 s 94        | (+ 1,7 m/s) | Eugene         | 10 juin 2015  |
| Saut en hauteur   | 1,95 m (NR)    | -           | Azusa          | 13 avril 2016 |
| Lancer du poids   | 14,85 m        | -           | Eugene         | 10 juin 2015  |
| 200 m             | 23 s 28        | (+ 1,9 m/s) | Azusa          | 13 avril 2016 |
| Saut en longueur  | 6,80 m (NR)    | (+ 1,8 m/s) | Chula Vista    | 29 mai 2021   |
| Lancer du javelot | 42,00 m        | -           | Rio de Janeiro | 13 août 2016  |
| 800 m             | 2 min 21 s 62  | -           | Tucson         | 10 avril 2015 |
| Heptathlon        | 6 371 pts (NR) | -           | Eugene         | 11 juin 2015  |

| Épreuve          | Performance    | Lieu               | Date                         |
| ---------------- | -------------- | ------------------ | ---------------------------- |
| 60 m haies       | 8 s 00 (NR)    | Ames               | 27 février 2016              |
| Saut en hauteur  | 1,98 m (NR)    | Birmingham         | 11 mars 2016                 |
| Lancer du poids  | 13,58 m        | Birmingham         | 11 mars 2016                 |
| Saut en longueur | 6,80 m (NR)    | Birmingham Clemson | 11 mars 2016 11 février 2022 |
| 800 m            | 2 min 25 s 63  | Manhattan          | 22 janvier 2016              |
| Pentathlon       | 4 643 pts (NR) | Manhattan          | 22 janvier 2016              |